# La Quinta, Kalifornien
La Quinta är en stad (city) i Riverside County, i delstaten Kalifornien, USA. Enligt United States Census Bureau har staden en folkmängd på 38 335 invånare (2011) och en landarea på 91 km².